# Stazione di Valle Aurelia
La stazione di Valle Aurelia è la fermata ferroviaria a servizio dei quartieri Aurelio e Trionfale della città di Roma. La fermata è ubicata lungo la ferrovia Roma-Capranica-Viterbo e si trova a breve distanza dal punto di diramazione della linea per Vigna Clara.

## Storia

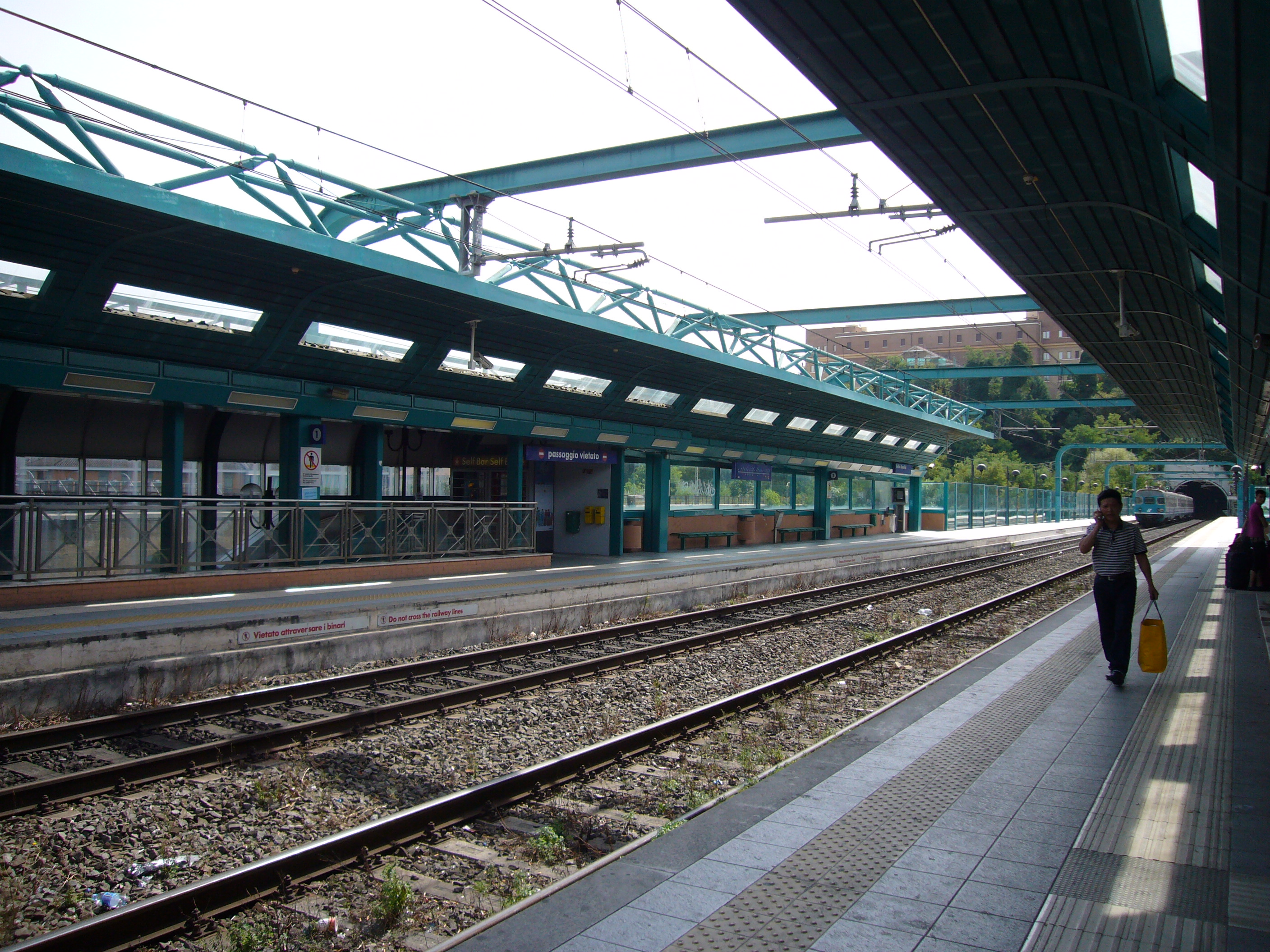
Binari della fermata nel 2010

La fermata è stata creata in occasione del Giubileo del 2000 con il raddoppio della tratta urbana Roma Ostiense-Cesano, ed è stata la prima in Italia a sorgere completamente sul nuovo viadotto realizzato in sostituzione di quello storico ad arcate in muratura, ancora presente accanto alla nuova linea. Si trova in corrispondenza del bivio per Vigna Clara che costituisce la prima parte della futura Cintura Nord aperta dal 13 giugno 2022.

## Strutture e impianti
La fermata dispone di un fabbricato viaggiatori sopraelevato che ospita le banchine coperte in superficie e la biglietteria automatica.
È dotata di due binari passanti per il servizio viaggiatori.

## Movimento
La fermata è servita dai treni del servizio regionale FL3; la tipica offerta nelle ore di morbida dei giorni lavorativi è di un treno ogni 15 minuti per Roma Ostiense e per Cesano (tratta urbana), un treno ogni 30 minuti per Bracciano e un treno ogni ora per Viterbo. Fermano anche tutti i treni diretti da e per Viterbo.

## Servizi
La fermata dispone di:
- Biglietteria automatica

## Interscambi
La fermata si trova in corrispondenza della omonima stazione della linea A della metropolitana.
- Fermata autobus
- Fermata metropolitana (Valle Aurelia, linea A)